# Hubert de Folard
Pour les autres membres de la famille, voir Famille de Folard.
Hubert de Folard (né à Avignon le 9 juin 1709, mort à Saint-Germain-en-Laye le 26 janvier 1802) est un diplomate français.
Il est ministre de France auprès de divers États allemands pendant la guerre de Succession d'Autriche et la guerre de Sept Ans. Il parvient notamment à rapprocher la France et la Bavière, et devient conseiller d'État.

## Biographie
Né en Avignon le 9 juin 1709, Hubert de Folard est le fils de Joseph François de Folard, capitaine dans le Vivarais, et de Madeleine d'Armand. Il est un neveu du mestre de camp et stratège Jean-Charles de Folard,.

### Ministre auprès des États allemands
Hubert de Folard débute dans la diplomatie à 32 ans, en 1741, à la Diète de Francfort, lors de l'élection de l'empereur devant remplacer Charles VI. Le cardinal de Fleury veut d'abord se conformer à la Pragmatique Sanction en soutenant l'héritière Marie-Thérèse d'Autriche. Louis XV préfère soutenir l'Électeur de Bavière Charles-Albert qui est élu et prend le nom de Charles VII. Cette élection, contestée, provoque la guerre de Succession d'Autriche. Folard est nommé en 1742 ministre de France après du Cercle de Franconie.
Lorsque Wilhelmine de Bayreuth, margravine de Bayreuth et sœur aînée du roi de Prusse, veut obtenir une paix séparée avec la France, Folard l'y encourage. Il cherche à éviter une alliance trop étroite avec l'Autriche. Mais Louis XV s'oppose à cette paix séparée.
Après la paix d'Aix-la-Chapelle, Folard est envoyé extraordinaire à la Diète perpétuelle d'Empire, à Ratisbonne, en 1749. Muni de recommandations de prudence, il n'intervient pas. Ses instructions, datées du 1er mai 1749, sont en effet de se tenir dans un « juste milieu », de ménager tous les protagonistes et surtout l'Autriche, de les rassurer et de sonder les intentions des différents princes. Il rend visite à l'Électeur de Mayence Jean-Frédéric-Charles d'Ostein, au margrave de Baireuth Frédéric III de Brandebourg-Bayreuth et au margrave d'Ansbach Charles-Guillaume-Frédéric de Brandebourg-Ansbach. Arrivé à Ratisbonne le 6 octobre, il commet quelques impairs avec l'étiquette.
Il trace le portrait des ministres de la Diète ; il envoie des courriers remplis de ses observations sur les attitudes et les comportements. Mais en janvier 1751, il lui est reproché que ses lettres « ne sentent que la dissipation et qu'elles ne sont point nourries des connaissances solides des affaires de l'Empire que le bien du service exige ». Le 23 décembre de la même année, il est relevé de ses fonctions.
À la demande de l'Électeur de Bavière Maximilien III Joseph, il est envoyé auprès de lui à Munich. Conformément à ses instructions, il parvient à rétablir de bons rapports entre la France et la Bavière, et signe le 21 juillet 1756 le traité d'alliance et de neutralité avec Maximilien III Joseph. Au début de la guerre de Sept Ans, en octobre 1756, il négocie le soutien militaire de la Bavière.

### Conseiller d'État
Hubert de Folard revient en France en 1766. Présenté au roi, il est nommé conseiller d'État. Il retourne en Allemagne, comme envoyé extraordinaire auprès de l'électorat de Bavière et ministre de France au Cercle de Franconie.
Après trente années de service, il termine sa carrière en 1776 et reçoit à Versailles les remerciements du roi. Pendant la Révolution, il se retire à Avignon. Ayant peu de ressources, il doit demander de l'aide au gouvernement. Il meurt à Saint-Germain-en-Laye le 26 janvier 1802.

### Famille et postérité
- Alors ministre de France à Munich, Hubert de Folard épouse Agnès de Mantica[2], fille de Vincent, baron de Mantica, chambellan de l'électeur puis empereur Charles VII, et de Marie Antoinette de Riedler, dame d'honneur. Ils ont pour enfants :
  - Amélie-Josèphe-Marie-Antoinette-Walburge-Thérèse-Agnès de Folard (morte en 1828), qui épouse Richard-Daniel-Dominique, baron d'Arcy (1755-1779).
  - Marie-Anne de Folard (1761-1793), qui épouse Pierre de Vernéty Saint-Hubert (1750-1831).
  - Cunégonde Agnès Augusta de Folard (1765-1842), qui épouse François Jérôme de Boubers-Abbeville.
  - Hyacinthe de Folard, qui épouse Adrien François de Bruno (1771-1861), général français, lieutenant général en Hollande.